# ویلیام نیول
ویلیام نیول (انگلیسی: William Newell; زاده ۶ ژانویهٔ ۱۸۹۴ – درگذشته ۲۱ فوریهٔ ۱۹۶۷) بازیگر سینما اهل ایالات متحده آمریکا بود.

## فیلم‌شناسی
- زن سرخ‌پوش (1935) - Reporter (در عنوان‌بندی نیامده)
- جویندگان طلا در سال ۱۹۳۵ (1935) - Newspaper Reporter (در عنوان‌بندی نیامده)
- اراذل و اوباش (1936) - Pete
- خشم (1936) - Roadside Service Station Owner (در عنوان‌بندی نیامده)
- سان‌فرانسیسکو (1936) - Man in Breadline (در عنوان‌بندی نیامده)
- بانوی برچسب‌خورده (1936) - Divorce Detective
- بیگ شو (1936) - Lee Wilson
- راهی به فردا ساختن (1937) - Ticket Seller (در عنوان‌بندی نیامده)
- آقای اسمیت به واشینگتن می‌رود (1939) - Maxie T. Bookmaker (در عنوان‌بندی نیامده)
- دختر خانه‌دار (1939) - Reporter (در عنوان‌بندی نیامده)
- مرد نامرئی بازمی‌گردد (1940) - Minor Role (در عنوان‌بندی نیامده)
- دکتر سیتن مرموز (1940, Serial) - Speed Martin
- زنی با موهای شرابی بلوند (1941) - Man (در عنوان‌بندی نیامده)
- کارکنان (1941) - Lineman at Cafe Counter (در عنوان‌بندی نیامده)
- چکاوک (1941) - Counterman (در عنوان‌بندی نیامده)
- یاغی (1943) - Drunken Cowboy (در عنوان‌بندی نیامده)
- تعطیلی ازدست‌رفته (1945) - Liquor Store Proprietor (در عنوان‌بندی نیامده)
- ماجرا (1945) - Barber #۱ (در عنوان‌بندی نیامده)
- بهترین سال‌های زندگی ما (1946) - Waiter at Bank Dinner (در عنوان‌بندی نیامده)
- ملقب به آقای توآی‌لایت (1946) - Delivery Man (در عنوان‌بندی نیامده)
- بانوی دریاچه (1946) - Drunk (در عنوان‌بندی نیامده)
- فرشته و راهزن (1947) - Headwaiter (در عنوان‌بندی نیامده)
- زندگی پنهان والتر میتی (1947) - Taxi Cab Traffic Manager (در عنوان‌بندی نیامده)
- شاهد کلیدی (1947) - Smiley
- بازگشت سوت‌زن (1948) - Hotel-Room Painter (در عنوان‌بندی نیامده)
- جو یانگ قدرتمند (1949) - Man at Bar (uncredited)
- راضی کردن یک خانم (1950) - Hank Harmon (در عنوان‌بندی نیامده)
- ام (1951) - Detective Questioning Blonde About License Plate (در عنوان‌بندی نیامده)
- پیروزی درخشان (1951) - Todd - the Bartender (در عنوان‌بندی نیامده)
- نیمروز (1952) - Jimmy - drunk with eye patch (در عنوان‌بندی نیامده)
- فرار از فورت براوو (1953) - Symore (در عنوان‌بندی نیامده)
- ویچیتا (1955) - Bartender (در عنوان‌بندی نیامده)
- خواهر من آیلین (فیلم ۱۹۵۵) (1955) - Plumber (در عنوان‌بندی نیامده)
- خانم بروکس ما (1956) - Dr. Henley
- آخرین قطار گان هیل (1959) - Harper House Clerk (در عنوان‌بندی نیامده)
- پولیانا (1960) - Mr. Hooper (در عنوان‌بندی نیامده)